# Medvédivka (Crimea)
|  | Per a altres significats, vegeu «Medvédevka». |

Medvédivka (en (ucraïnès): Медведівка, en rus: Медведевка, Medvédevka) és un poble de la República Autònoma de Crimea a Ucraïna, que el 2014 tenia 1.270 habitants. Pertany al districte rural de Djankoi. Fins al 1948 la vila es deia Aüz-Kirk.